# Світла постать (фільм)
«Світла постать» (рос. «Светлая личность») — український радянський художній фільм 1989 року режисера Олександра Павловського за мотивами творів Ільфа та Петрова.

## Сюжет
Події відбуваються незадовго після повалення царизму. У провінційному містечку Піщеславі проживає винахідник Бабський. Він мешкає в комунальній квартирі, де зібрано найрізноманітніших людей від манірного колишнього оперного співака Бернардова до запального боцмана Годунова. Бабський винаходить засіб від ластовиння, його дослід супроводжується димом, через який працівники ледве не задихаються. Рятувати Бабського приходить лікар Справченко. Старший реєстратор кооперативу КЛООП Філюрін кличе винахідника до себе на роботу.
В КЛООПі панує бюрократизм і низькопоклонство перед начальством, особливо перед його керівником Каїном Доброгласовим. Бабський наївно вірить, що там його талант нарешті визнають. Він показує Філюріну свій мотоцикл, на якому можна вирушити в майбутнє, але демонстрацію зриває автопробіг (в якому беруть участь герої «Золотого теляти»). В натовпі винахідник губить своє мило, сховане в дорогу коробочку.
Секретарка Ріта мріє вийти заміж за іноземця та жити в розкоші. Філюрін знаходить мило і видає його за закордонну косметику аби подарувати Ріті. Потім він знайомить її з американцем містером Піпом аби повихвалятися які в нього поважні знайомі. Коли виявляється, що Піп безробітний, Ріта влаштовує скандал і викидає подарунок. Філюрін після цього вирушає в лазню, де користується милом Бабського, що несподівано робить його невидимим. За допомогою він вирушає до винахідника, котрий в захваті від створення невидимості та не квапиться з допомогою. Поява невидимця бентежить жителів комунальної квартири. Відбиваючись від них, Філюрін лякає їх, рухаючи муляж скелета і кидаючись речами.
Наступного ранку Філюрін приходить на роботу, де ніхто його не помічає. Це призводить до курйозу: йому записують прогул, бо його не видно на робочому місці, навіть коли він говорить і рухає предмети. Його колега Пташніков заспокоює колектив начебто невидимість — це звичайна справа, тоді як Ріту найбільше цікавить той факт, що Філюрін в невидимому стані цілковито голий. Згодом колеги вирішують, що коли його не видно, то не треба і давати зарплату. Начальник відділу кадрів підозрює Філюріна в шпигунстві. Доброгласов зрештою вирішує вигнати невидимця з кооперативу. Рятує Філюріна Ріта, сказавши, що інакше повезе його в Європу на обстеження в доктора Фрейда. Завдяки невидимості Філюрін викриває заздрісність, жадібність і кумівство керівників. Співробітники КЛООПа в захваті від цього, вони ставлять Філюріна на постамент, а для фото накидають на нього світле простирадло.
Начальник відділу кадрів вирішує боротися з невидимцем з допомогою іншого невидимця. Для цього він вирушає до Бабського, в якого краде мило і віддає його Доброгласову, але це виявляється звичайне мило. Боячись гніву підлеглих, Доброгласов просить Бабського відправити його в майбутнє. Та замість подорожі в часі його просто підкидає в повітря і Каїн падає перед кооперативом. У цей час дія мила минає і Філюрін знову стає видимим. Життя кооперативу повертається до колишнього ладу. Оповідач коментує це словами, що люди доберуться в майбутнє своїм ходом, без чедес.

## У ролях
- Микола Караченцов — Єгор Карлович Філюрин, старший реєстратор КЛООПа
- Олександра Яковлєва — Ріта Харитулліна
- Абессалом Лорія — винахідник Бабський
- Галина Польських — Лідія Пташнікова
- Світлана Крючкова — Сегидилія Карпівна
- Михайло Свєтін — Пташніков
- Андрій Анкудінов — Костя Пташніков
- Борислав Брондуков — начальник відділу кадрів КЛООПа
- Віктор Павлов — Каїн Олександрович Доброгласов, керівник КЛООПа
- Всеволод Шиловський — Авель Олександрович Доброгласов
- Олександр Дем'яненко — лікар Справченко
- Ігор Дмитрієв — колишній співак Бернардов
- Михайло Кокшенов — колишній боцман, художник Борис Абрамович Годунов
- Віктор Іллічов — Юсупов
- Володимир Татосов — касир-бухгалтер
- Сергій Мигицко — містер Піп
- Армен Джигарханян — оповідач

## Творча група
- Сценарій: Ігор Шевцов, Олександр Павловський
- Режисер: Олександр Павловський
- Оператор: Віктор Крутін
- Композитор: Максим Дунаєвський
- Звукооператор: Олександр Піров